# Никола Митрев
Никола Митрев Доневски, известен и като Елшанчето, Елшански, Елшанец или Езерски, е български революционер, войвода на Вътрешната македоно-одринска революционна организация.

## Биография
По професия Никола Митрев е зидар и след 1885 година си изкарва прехраната, като работи извън Македония – в Княжество България (Варненско, Шумен, Провадия), Румъния (Галац и Браила) и в Русия (Бесарабия, включително Болград, и в Закавказието). От 1895 година е член на Македонското дружество във Варна.
През пролетта на 1902 година се връща от Русия и става четник при Коте Христов в Костурско, но през август на същата година се отделя от него и се включва в четите на ВМОРО – отначало като четник, а по-късно и като войвода. Никола Митрев участва в четите на Никола Русински и поп Христо Търпев (Страхил) от Велгощи, а след убийството на поп Христо, от февруари 1903 година става войвода на Езерската чета на ВМОРО. Христо Силянов го поставя в редиците на онези „прости и неграмотни хора“, които се прераждат духовно във ВМОРО и се отдават беззаветно на освободителното дело.
По време на Илинденско-Преображенското въстание е войвода на IV, Езерски район, който е разположен на източния край на Охридското езеро и включва 17 села. Ръководените от него въстанически сили разрушават телеграфната линия между Охрид и Ресен, но не успяват да изпълнят предвидената в плана на въстанието обсада на турския гарнизон в кулата при село Свинища. На 31 август 1903 година Никола Митрев участва в последното голямо сражение в Охридско – в местността Гърмешница (Марково долче), където голям въстанически и бежански лагер е нападнат и разгромен от многократно превъзхождащи турски сили.
След въстанието Никола Митрев намира убежище в България. През февруари 1904 година Любомир Милетич записва неговите спомени. Не е известна по-нататъшната му съдба. Според някои версии е починал във Варна около 1904 година.